# Stanislas de Guaita
Stanislas de Guaïta (Tarquimpol, 1861. április 6. – Tarquimpol, 1897. december 19.) francia költő, író, okkultista, A Rózsakereszt Kabbalisztikus Rendje társalapítója Joséphin Péladan mellett. Az okkultizmus és a mágia írásművei fő témakörei voltak.

## Korai évek
Stanislas de Guaita Lotaringiában, a Tarquimpol közelében fekvő Alteville kastélyban született. Édesanyja Marie-Amélie Grandjean, apja François-Paul de Guaïta voltak, akik egy 1800 óta Lotaringiában élő nemesi családból valók voltak és őseik az olaszországi Lombardiából származtak. Nemesi származása okán viselte a márki címet. Nancybe járt líceumba és már ekkor érdeklődött a metafizika és a Kabbala iránt, melyet barátjával, a későbbi író és boulangista, illetve jobboldali politikus Maurice Barrès-val (1862-1923) együtt kultiváltak. Kollégiumi lakótársa volt Joséphin Péladan (1858-1918) is. De Guaitára nagy hatással volt Alphonse-Louis Constant, más néven Éliphas Lévi (1810-1875), akinek írásait kommentárokkal látta el és általuk betekintést kapott a keresztény misztikába, illetve az okkult tradícióba; továbbá Fabre d'Olivet (1767-1825), aki ráirányította a figyelmét a "nagy misztériumokra" és a héber nyelv tanulmányozására ösztönözte; valamint Saint-Yves d'Alveydre (1842-1909), aki a "szinarchizmus" eszméjét hintette el benne. Ifjonti lelkesedésében úgy gondolta, hogy mindezek a keresztény misztikus tradíciók és az ideális kormányzás elhozza majd "Isten országát".

## Tevékenységei
Fiatalemberként Párizsba költözött és fényűző lakása a misztika, illetve az ezoterika iránt érdeklődő költők, művészek és írók találkozási pontja lett. Guaita az 1880-as években két verseskötetet (1883 - La Muse noire, 1885 - Rosa mystica) adott ki, melyek népszerűségre tettek szert. Barrès-val és Péladannal együtt léptek be a Martinista Rendbe, melyet barátjuk, Papus (1865-1916) alapított.
Péladannal együtt 1888-ban megalapították A Rózsakereszt Kabbalisztikus Rendjét, melyhez hamarosan Papus, a zeneszerző Erik Satie (1866-1925) és Claude Debussy (1862-1918), valamint az író Oswald Wirth (1860-1943) is csatlakozott. A Rendben a Kabbalát tanulmányozták, valamint a Biblia és Isten természetének rejtett titkait és kísérleteket is végeztek. A tanulmányi fokozatrendszer a tudományban megszokotthoz volt hasonló. Guaitának temérdek könyve volt metafizika, mágia és titkos tudományok témakörökben. Kortársai "rózsakeresztes hercegnek" nevezték.
Guaita és barátai több párbajig fajuló vitába keveredtek a lyoni Boullan abbéval, aki még 1875-ben kilépett a Római katolikus egyházból, miután eltiltották eretnek nézeteinek terjesztésétől és gyakorlásától. Guaita azzal vádolta az abbét, hogy sátánista és hogy gyakorlatilag liturgiává tette a szexualitást. Az abbé élete végén azt hangoztatta, hogy "mágikus támadás" áldozata, melyet követői is tovább fűtöttek. 1893-ban a világi hatóságok is elítélték illegális gyógyszerhasználatért és nem sokkal ezután el is hunyt.

## Halála
De Guaita kábítószerfüggő volt, mely korai halálát okozta 1897. december 19-én. A tarquimpoli temetőben helyezték örök nyugalomra. Némelyek azt állítják, hogy túladagolás okozta vesztét, de ezt a család már a maga korában cáfolta. Valószínűbbnek látszik az, hogy komoly veseproblémái vezettek halálához. Ezzel együtt sem zárható ki azonban, hogy érezve közelgő halálát, morfinokat és egyéb kábítószereket vett be.

## Bibliográfia

### Guaïta művei
- Essais de Sciences Maudites (Tanulmányok az ördögi tudományokról)[* 5]
  - Au seuil du Mystère. I. kötet (franciául) Párizs: G. Garré. 1886.  
  - Le serpent de la Genèse II. kötet:
    - Première septaine: Le Temple de Satan. In  Le serpent de la Genèse. II. kötet (franciául) Párizs: G. Garré. 1891.  
    - Deuxième septaine: La Clef de la Magie Noire. In  Le serpent de la Genèse. II. kötet (franciául) Párizs: G. Garré. 1897.  
    - Troisième septaine: Le Problème du Mal. In  Le serpent de la Genèse. II. kötet (franciául) Párizs: Guy Trédaniel. 1996.  [* 6]

  - Discours d'initiation martiniste pour une réception martiniste tenue du 3° degré. (franciául)  1889.  [* 7]

- Költemények
  - Oiseaux de passage: Rimes fantastiques, rimes d'ébène. (franciául) Párizs: Berger-Levrault. 1881.  
  - La Muse noire. (franciául) Párizs: Alphonse Lemerre. 1883.  
  - Rosa mystica. (franciául) Párizs: A. Lemerre. 1885.

### Guaïtáról szóló művek
- Maurice Barrès: Stanislas de Guaïta (1861-1898): Un rénovateur de l'occultisme : souvenirs. (franciául) (hely nélkül): Wentworth Press. 2018.  ISBN 978-0274385522 első kiadás: 1898
- Albert de Pouvourville (Matgoï): Nos Maîtres. Stanislas de Guaïta. (franciául) Párizs: Librairie Hermétique. 1909.
- Oswald Wirth: Stanislas de Guaïta, souvenirs de son secrétaire. (franciául) Párizs: Editions du symbolisme. 1935.
- André Billy: Stanislas de Guaïta. (franciául) (hely nélkül): Mercure de France. 1971.  ISBN 2715209088
- Arnaud de l'Estoile: Guaïta. (franciául) (hely nélkül): Éditions Pardès. 2004.  = Qui suis-je?,

## Fordítás
- Ez a szócikk részben vagy egészben  a   Stanislas de Guaita című angol Wikipédia-szócikk fordításán alapul.  Az eredeti cikk szerkesztőit annak laptörténete sorolja fel. Ez a jelzés csupán a megfogalmazás eredetét és a szerzői jogokat jelzi, nem szolgál a cikkben szereplő információk forrásmegjelöléseként.
- Ez a szócikk részben vagy egészben  a   Stanislas de Guaita című francia Wikipédia-szócikk fordításán alapul.  Az eredeti cikk szerkesztőit annak laptörténete sorolja fel. Ez a jelzés csupán a megfogalmazás eredetét és a szerzői jogokat jelzi, nem szolgál a cikkben szereplő információk forrásmegjelöléseként.